# Jonathan Villafuerte
Jonathan Gonzalo Villafuerte Farías (Quito, Ecuador; 21 de abril de 1999) es un futbolista ecuatoriano. Juega como portero y su equipo actual es Técnico Universitario de la Serie A de Ecuador.

## Trayectoria

### Macará
Jonathan se formó en el Club Deportivo Macará, equipo en el cual se formó desde 2016, debutando en Serie A en la temporada 2021.

## Estadísticas
Actualizado al último partido disputado el 29 de marzo de 2024.
| Club                            | Div.                | Temporada           | Liga  | Liga  | Total | Total |
| Club                            | Div.                | Temporada           | Part. | Goles | Part. | Goles |
| ------------------------------- | ------------------- | ------------------- | ----- | ----- | ----- | ----- |
| Macará · Ecuador                | 1.ª                 | 2021                | 2     | 1     | 2     | 1     |
| Macará · Ecuador                | 1.ª                 | 2022                | 1     | 5     | 1     | 5     |
| Macará · Ecuador                | 2.ª                 | 2023                | 2     | 3     | 2     | 3     |
| Macará · Ecuador                | 1.ª                 | 2024                | -     | -     | 0     | 0     |
| Macará · Ecuador                | Total club          | Total club          | 5     | 9     | 5     | 9     |
| Técnico Universitario · Ecuador | 1.ª                 | 2025                | 0     | 0     | 0     | 0     |
| Total en su carrera             | Total en su carrera | Total en su carrera | 5     | 9     | 5     | 9     |
| 1.                              |                     |                     |       |       |       |       |

## Palmarés

### Campeonatos nacionales
| Título  | Club   | País    | Año  |
| ------- | ------ | ------- | ---- |
| Serie B | Macará | Ecuador | 2023 |